# Gara Agârbiciu
Gara Agârbiciu este o stație de cale ferată care deservește comuna Axente Sever, județul Sibiu, România.